# Kelet-Fokföld

Kerületek (2016)

Kelet-Fokföld (afrikaans: Oos-Kaap, angol: Eastern Cape, xhosa: IPhondo yaMpuma-Koloni) a Dél-afrikai Köztársaság tartománya az ország délkeleti részén.

## Földrajzi adatok
- Fővárosa: Bhisho
- Legnagyobb városai: Gqeberha és East London
- Területe: 168 966 km²
- Lakossága 6,5 millió fő volt 2011-ben[2]
- Népsűrűsége 39 fő/km²
- Etnikai megoszlás:  86,3% néger, 8,3% színes (afrikaans: kleurlinge), 4,7% fehér, 0,4% indiai és egyéb ázsiai[3]
- Domináns anyanyelv: Xhosza

## Védett területek
Nemzeti parkok:
- Addo Elefánt Nemzeti Park
- Camdeboo Nemzeti Park
- Hegyi Zebra Nemzeti Park
- Tsitsikamma Nemzeti Park (a Garden Route Nemzeti Park része)

Természetvédelmi területek:
- Alexandria Conservation Area
- Baviaanskloof Mega-Reserve
- Black Eagle Nature Reserve
- Buffelspruit Nature Reserve
- Bushman's River Conservancy
- Cape Recife Nature Reserve
- Commando Drift Nature Reserve
- Cwebe Nature Reserve
- Double Drift Game Reserve
- Dwesa-Cwebe Marine Reserve
- Formosa Nature Reserve
- Fonteinbos Nature Reserve
- Fort Fordyce Nature Reserve
- Fort Pato Nature Reserve
- Gariep Dam Nature Reserve
- Great Fish River Reserve
- Groendal Wilderness Area
- Huisklip Nature Reserve
- Huleka Nature Reserve
- Karoo Nature Reserve
- Kragga Kamma Game Park
- Kwelera Nature Reserve
- Maitland Nature Reserve
- Mkambati Nature Reserve
- Mpofu Game Reserve
- Oviston Nature Reserve
- Round Hill Nature Reserve
- Saldinia Bay Nature Reserve
- Sam Knott Nature Reserve
- Sea View Lion and Game Park
- Silaka Nature Reserve
- Stinkhoutberg Nature Reserve
- Thomas Baines Nature Reserve
- Timbila Game Reserve
- Tsolwana Game Reserve
- Van Stadens Wild Flower Reserve
- Andries Vosloo Kudu Reserve
- Woody Cape Nature Reserve

## Fordítás
- Ez a szócikk részben vagy egészben  az   Ostkap című német Wikipédia-szócikk fordításán alapul.  Az eredeti cikk szerkesztőit annak laptörténete sorolja fel. Ez a jelzés csupán a megfogalmazás eredetét és a szerzői jogokat jelzi, nem szolgál a cikkben szereplő információk forrásmegjelöléseként.